# Jabluniw
Jabluniw (ukrainisch Яблунів; russisch Яблонов Jablonow, polnisch Jabłonów) ist eine in der Westukraine liegende Siedlung städtischen Typs mit etwa 2000 Einwohnern. Sie liegt am Ufer der Ljutschka (Лючка), etwa 82 Kilometer südöstlich der Oblasthauptstadt Iwano-Frankiwsk und 15 Kilometer nordwestlich der Rajonshauptstadt Kossiw.

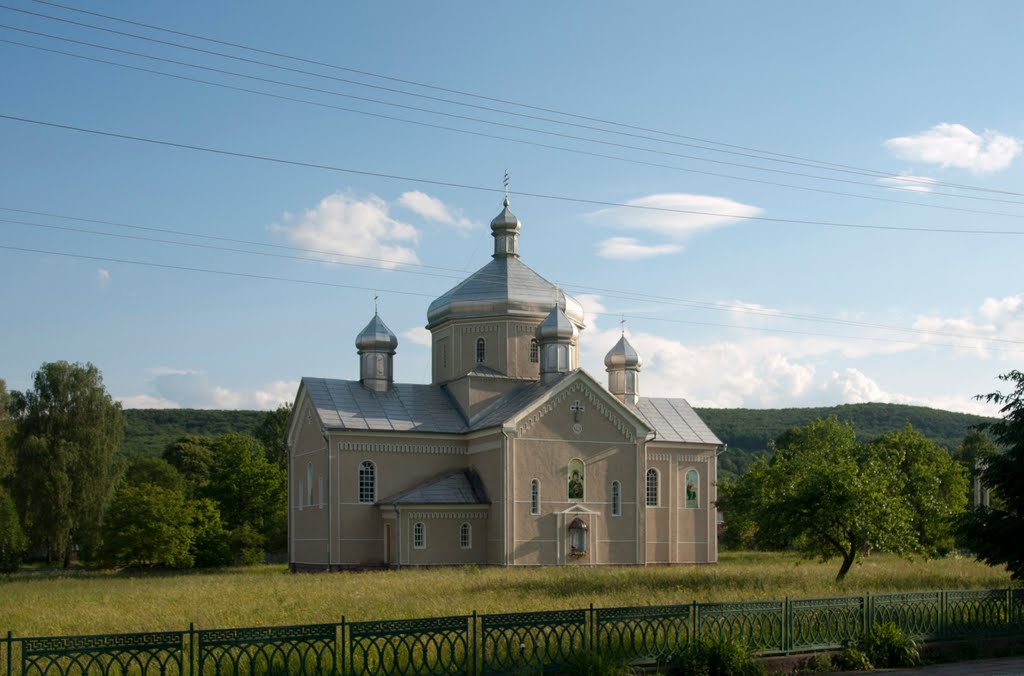
Griechisch-Katholische Kirche im Ort

## Geschichte
Der Ort wurde 1593 zum ersten Mal schriftlich erwähnt, erhielt 1602 das Magdeburger Stadtrecht und gehörte von 1772 bis 1918 unter seinem polnischen Namen Jabłonów (abgeleitet vom polnischen Adelsgeschlecht Jabłonowski) zum österreichischen Galizien, 1907 wurde im Ort der Sitz eines Bezirksgericht des Bezirks Peczeniżyn errichtet. Nach dem Ende des Ersten Weltkrieges kam der Ort zu Polen und lag hier ab 1921 in der Woiwodschaft Stanislau, Powiat Kołomyja. Nach Beginn des Zweiten Weltkriegs wurde der Ort im Rahmen des Hitler-Stalin-Paktes erst von der Sowjetunion und ab 1941 bis 1944 von Deutschland besetzt, dieses gliederte den Ort in den Distrikt Galizien ein.
1945 kam die Ortschaft wiederum zur Sowjetunion.
Dort wurde sie Teil der Ukrainischen SSR und ist seit 1991 ein Teil der unabhängigen Ukraine. Der nunmehr Jabluniw genannte Ort erhielt während der sowjetischen Zeit 1940 den Status einer Siedlung städtischen Typs.

## Verwaltungsgliederung
Am 25. April 2017 wurde die Siedlung zum Zentrum der neu gegründeten Siedlungsgemeinde Jabluniw (Яблунівська селищна громада/Jabluniwska selyschtschna hromada), zu dieser zählten auch die 5 in der untenstehenden Tabelle aufgelisteten Dörfer, bis dahin bildete sie die Siedlungsratsgemeinde Jabluniw (Яблунівська селищна рада/Jabluniwska selyschtschna rada) im Norden des Rajons Kossiw.
Am 12. Juni 2020 kamen noch die 5 Dörfer Banja-Beresiw, Ljutschky, Nyschnij Beresiw, Serednij Beresiw und Wyschnij Beresiw zum Gemeindegebiet.
Folgende Orte sind neben dem Hauptort Jabluniw Teil der Gemeinde:
| Name                           | Name             | Name                             | Name           | Name |
| ukrainisch transkribiert       | ukrainisch       | russisch                         | polnisch       |      |
| ------------------------------ | ---------------- | -------------------------------- | -------------- | ---- |
| Akreschory                     | Акрешори         | Акрешоры                         | Akreszory      |      |
| Banja-Beresiw                  | Баня-Березів     | Баня-Березов (Banja-Beresow)     | Bania Berezów  |      |
| Ljutscha                       | Люча             | Люча                             | Lucza          |      |
| Ljutschky                      | Лючки            | Лючки (Ljutschki)                | Luczki         |      |
| Nyschnij Beresiw               | Нижній Березів   | Нижний Березов (Nischi Beresow)  | Berezów Niżny  |      |
| Serednij Beresiw               | Середній Березів | Средний Березов (Sredni Beresow) | Berezów Średni |      |
| Stoptschatiw                   | Стопчатів        | Стопчатов (Stoptschatow)         | Stopczatów     |      |
| Tekutsche (bis 2019 Tekutsche) | Текуча (Текуче)  | Текуча/Текучее (Tekutscheje)     | Tekucza        |      |
| Utoropy                        | Уторопи          | Уторопы                          | Utoropy        |      |
| Wyschnij Beresiw               | Вижній Березів   | Выжний Березов (Wyschni Beresow) | Berezów Wyżny  |      |